# Domenico Augusto Bracci
Pour les articles homonymes, voir Bracci.
Domenico Augusto Bracci, né le 11 octobre 1717, à Florence, et mort dans la même ville le 30 mars 1795, est un archéologue et antiquaire italien du XVIIIe siècle, membre de la Société des antiquaires de Londres.

## Biographie
Né à Florence le 11 octobre 1717, il se livra de bonne heure à l’étude des antiquités, et cultiva pendant toute sa vie cette branche de la littérature avec une sorte de passion. Il commença en 1756 son ouvrage intitulé, Commentaria de antiquis sculptoribus qui sua nomina inciderunt in gemmis et cameis, cum pluribus monumentis antiquitatis ineditis. L’ouvrage était terminé et près de paraître en 1768, lorsque des circonstances malheureuses obligèrent l’auteur à quitter Rome où il l’exécutait. Les planches furent dispersées, et quelques-unes détruites ; Bracci ne parvint à réparer cette perte que quatorze ou quinze ans plus tard, par les secours de M. Angelo Fabroni, et de milord Percy. Il publia, dans l’intervalle : Dissertazione sopra un clipeo votivo spettante alla famiglia Ardaburia, trovato l’anno 1769, nelle vicinanze d’Orbetello, Lucques, 1781, in-4°, avec une gravure. Cette dissertation est intéressante pour l’histoire du Ve siècle. Le bouclier, qui date de cette époque, est lui-même très curieux ; il est rond, en argent, d’un pied trois pouces cinq lignes de diamètre, et orné de figures en bas-relief, qui paraissent d’un assez bon style, eu égard au temps où elles ont été dessinées. Le premier volume du Traité des graveurs qui ont mis leur nom sur des pierres gravées et sur des camées, parut enfin à Florence, en latin et en italien, 1784, in-fol. et le second dans la même ville, en 1786. Cet ouvrage ne satisfit pas entièrement les savants ; ils y trouvèrent moins de critique que d’érudition. Il est utile à cause des faits qu’il rappelle, et des monuments inédits dont il offre des gravures ; mais on doit se tenir en garde contre les décisions de l’auteur, qui sont quelquefois hasardées. Winckelmann, dans sa Description des pierres gravées du feu Baron de Stosch, s’était permis, en parlant de Bracci, des expressions un peu équivoques : celui-ci usa de représailles avec vivacité dans sa Dissertation sur le bouclier de la famille Ardaburia, et dans la préface de son grand ouvrage ; il qualifia Winckelman de Filosofo di gran nome, ma non troppo esperto antiquario, et de testa ridicola. Cette mésintelligence sema sa carrière de quelques épines. Il mourut dans sa patrie le 30 mars 1795.

## Œuvres
- Dissertazione sopra un clipeo votivo spettante alla famiglia Ardaburia trovato l'anno MDCCLXIX nelle vicinanze d'Orbetello ora esistente nel museo di S. A. R. Pietro Leopoldo arciduca d'Austria, e granduca di Toscana. Venturini, Lucques 1771 (en ligne).
- Memorie degli antichi incisori che scolpirono i loro nomi in gemme e cammei con molti monumenti inediti di antichità statue bassorilievi gemme opera. 2 vol., Cambiagi, Florence 1784/1786 (édition italienne, en ligne).
- Commentaria de antiquis scalptoribus: qui sua nomina inciderunt in gemmis et cammeis cum pluribus monumentis antiquitatis ineditis, statuis, anaglyphis, gemmis. 2 vol., Cambiagi, Florence 1784/1786 (édition latine, en ligne).